# Survivor Series (2005)
Survivor Series 2005 est le dix neuvième Survivor Series, pay-per-view annuel de catch produit par la World Wrestling Entertainment. Il s'est déroulé le 27 novembre 2005 au Joe Louis Arena de Détroit dans le Michigan.
Le match entre Theodore Long et Eric Bischoff a été désigné « Pire match de l'année 2005 » par le Wrestling Observer Newsletter.

## Résultats
- Dark match : Juventud def. Simon Dean (4:10)
  - Juventud a réalisé le compte de trois sur Dean après un Juvi Driver.
- Booker T (w/Sharmell) def. Chris Benoit (14:39)
  - Booker a effectué le tombé sur Benoit après un Roll up en utilisant pour prendre l'avantage 1-0 dans leur "Best of 7" series match comptant pour le vacant WWE United States Championship.
- Trish Stratus (w/Mickie James) def. Melina (w/Joey Mercury et Johnny Nitro) pour conserver le WWE Women's Championship (6:30)
  - Stratus a effectué le tombé sur Melina après un Stratusfaction du haut de la troisième corde et une intervention de Mickie James.
- Triple H def. Ric Flair dans un Last Man Standing match (27:01)
  - Triple H l'emportait après que Flair ne pouvait plus se relever au compte de 10 après avoir reçu trois Pedigrees et un coup de sledgehammer sur la nuque.
- "The Cutting Edge" segment: Edge et Lita ont passé en entrevue Dmitri Young des Detroit Tigers
  - Young a insulté Edge sur le fait qu'il ne détient pas de titre de Champion du Monde.
- John Cena def. Kurt Angle (avec Daivari en tant qu'arbitre spécial) pour conserver le WWE Championship (13:56)
  - Cena a effectué le tombé sur Angle après un FU.
  - Daivari, tout comme les arbitres de RAW Chad Patton et Mickie Henson, était à terre pendant le match. L'arbitre de SmackDown Charles Robinson est venu faire le compte de trois.
- Theodore Long (w/Palmer Cannon) def. Eric Bischoff (5:23)
  - Long a réalisé le compte de trois sur Bischoff après que The Boogeyman ait pris Bischoff dans le Pumphandle Slam.
- (5 contre 5) Survivor Series match: Team SmackDown (Batista, Rey Mysterio, John "Bradshaw" Layfield, Bobby Lashley et Randy Orton) (w/Bob Orton et Jillian Hall) def. Team RAW (Shawn Michaels, Kane, The Big Show, Carlito et Chris Masters) (24:01)

| Élimination # | Catcheur                     | Équipe                       | Éliminé par                  | Manière                                                                                                 | Temps                        |
| ------------- | ---------------------------- | ---------------------------- | ---------------------------- | --- | ---------------------------- |
| 1             | Bobby Lashley                | Team SmackDown               | Shawn Michaels               | Tombé après un Chokeslam de Kane                                                                        | 7:17                         |
| 2             | Kane                         | Team RAW                     | Batista                      | Tombé après un 619 et un Spinebuster                                                                    | 11:41                        |
| 3             | Batista                      | Team SmackDown               | Big Show                     | Tombé après un Double Chokeslam                                                                         | 12:27                        |
| 4             | Big Show                     | Team RAW                     | Rey Mysterio                 | Tombé après une Clothesline From Hell, 619, RKO, et une autre Clothesline From Hell et un Seated senton | 14:28                        |
| 5             | Carlito                      | Team RAW                     | JBL                          | Tombé après une Clothesline From Hell                                                                   | 17:35                        |
| 6             | Chris Masters                | Team RAW                     | Rey Mysterio                 | Tombé après un 619 et un Droppin' The Dime                                                              | 19:12                        |
| 7             | Rey Mysterio                 | Team SmackDown               | Shawn Michaels               | Tombé après un Sweet Chin Music                                                                         | 20:30                        |
| 8             | JBL                          | Team SmackDown               | Shawn Michaels               | Tombé après un Sweet Chin Music                                                                         | 20:44                        |
| 9             | Shawn Michaels               | Team RAW                     | Randy Orton                  | Tombé après un RKO                                                                                      | 24:01                        |
| Survivant :   | Randy Orton (Team SmackDown) | Randy Orton (Team SmackDown) | Randy Orton (Team SmackDown) | Randy Orton (Team SmackDown)                                                                            | Randy Orton (Team SmackDown) |
- Orton a pris la place de Eddie Guerrero, décédé plus tôt dans l'année, dans la Team Smackdown.
- The Undertaker revenait après le match, enterré, dans un cercueil tiré par des druides. Le cercueil était frappé par les éclairs après avoir été laissé par les druides. Undertaker émergeait du cercueil en feu et attaquait plusieurs superstars de SmackDown venus fêter la victoire de leur équipe (Simon Dean, James Dick, Chad Dick, Funaki, Orlando Jordan, Brian Kendrick, Sylvan, Paul Burchill, et William Regal). Randy Orton et son père Bob Orton se sont enfuis.